# Laiblachsberg
Laiblachsberg (mundartlich: ts Berg drundə) ist ein Gemeindeteil der Gemeinde Sigmarszell im bayerisch-schwäbischen Landkreis Lindau (Bodensee).

## Geographie
Der Weiler liegt circa einen Kilometer südwestlich des Hauptorts Sigmarszell. Östlich der Ortschaft fließt die Leiblach, die hier die Grenze zum vorarlbergischen Hohenweiler bildet.

## Ortsname
Der Ortsname deutet auf eine (Siedlung am) Berg bei der Leiblach hin. Der frühere Name Hatzenweiler bezieht sich auf den Personennamen Hazo und bedeutet Weiler des Hazo.

## Geschichte

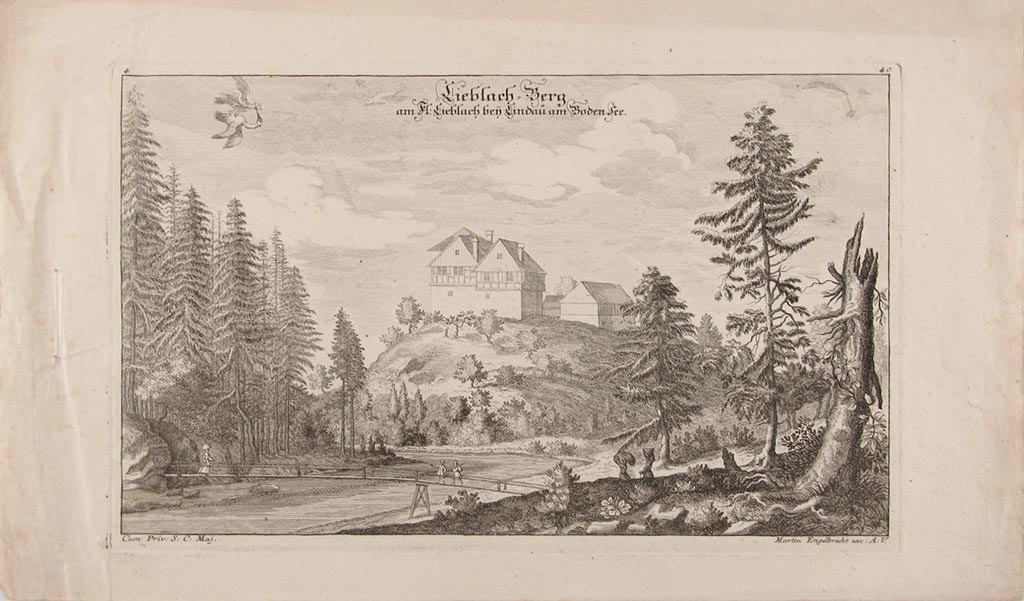
Laiblachsberg im 18. Jahrhundert nach Martin Engelbrecht

Laiblachsberg wurde erstmals urkundlich im Jahr 1276 mit Conradus Linge de Libilach, Liutoldus de Hazinwilar erwähnt. Andere Quellen nennen das im Jahr 770 genannten Haddinwilare als erstmalige Erwähnung des Orts.

### Burgstall Laiblachsberg
Östlich des heutigen Orts befand sich der Burgstall Laiblachsberg, der erstmals im 15. Jahrhundert erwähnt wurde. Im 18. Jahrhundert gehörte der Burgstall der Reichsstadt Lindau. Heute ist der ehemalige Burgstall ein Bodendenkmal.

## Persönlichkeiten
- Jakob von Ramingen zu Laiblachsberg (1510–1582), Archivar und Archivtheoretiker, Besitzer der Burg Leiblachsberg